# Brosme brosme

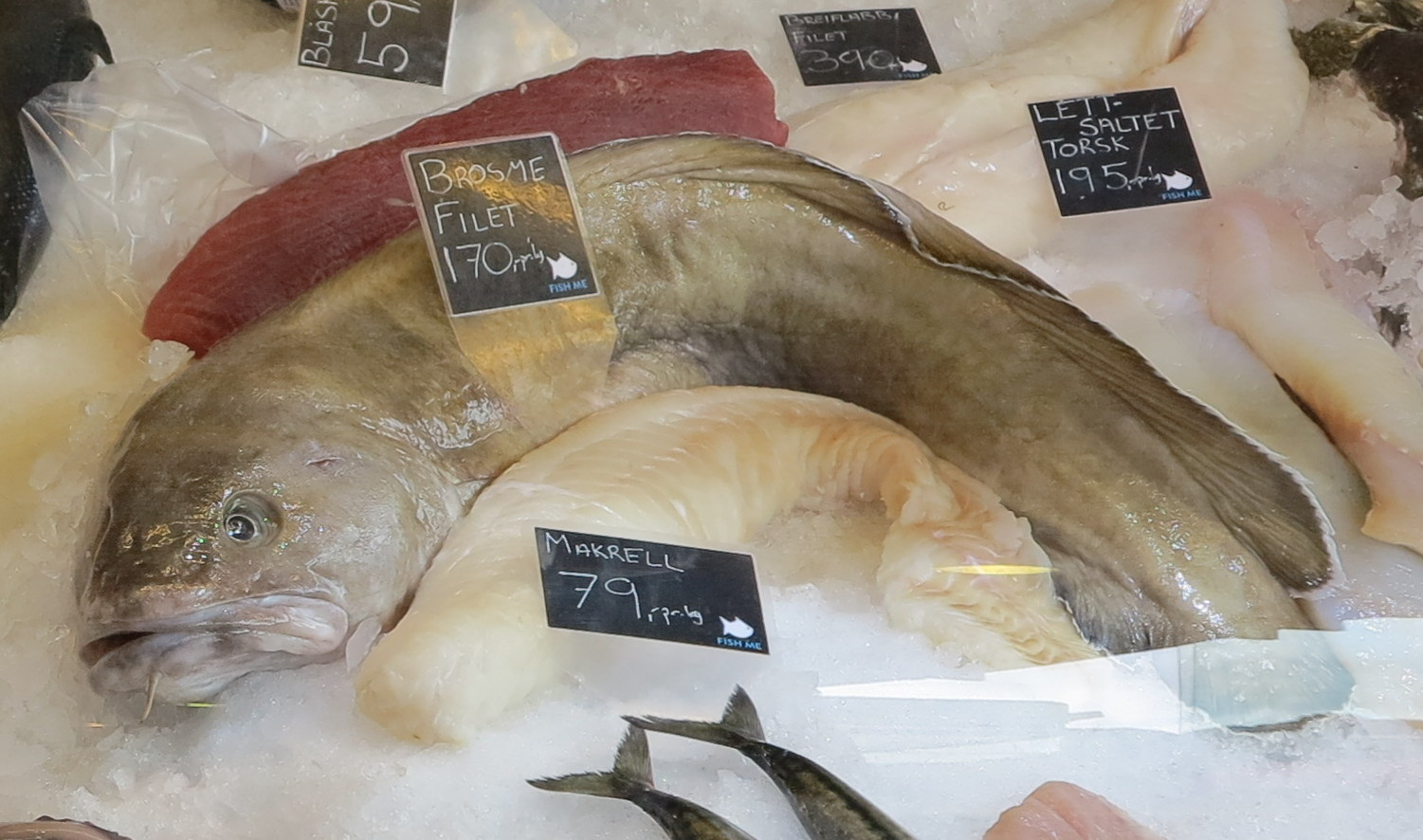
Brosme a la venta en el mercado de pescado de Bergen, Noruega, en 2012

El brosmio o bromillo (Brosme brosme) es un pez parecido al bacalao del Atlántico norte de la familia Lotidae. Es la única especie del género Brosme. Sus otros nombres comunes incluyen cusco europeo y brosmius.

## Descripción
Se distingue fácilmente a simple vista de otros peces parecidos al bacalao, ya que tiene una sola aleta dorsal. También es característica del pez la naturaleza de sus aletas dorsal, caudal y anal; son continuos en la base, pero separados por muescas muy profundas, de modo que son obviamente distintos. Además, la aleta caudal está uniformemente redondeada. Es de color variable, desde pizarra hasta marrón rojizo en la parte superior y de pálido a gris en los lados inferiores y superiores. Los peces más viejos suelen tener un color liso, mientras que los jóvenes suelen tener bandas transversales amarillas en los costados. Su longitud máxima es de aproximadamente 4 pies (120 cm) y el peso superior es de unas 45 libras (20 kg). El récord mundial de la IGFA se sitúa en 37 libras 14 onzas (17,20 kg), capturado por Anders Jonasson en las afueras de Sørøya, en el norte de Noruega.

## Distribución y hábitat
Se distribuye a ambos lados del Atlántico norte, mayoritariamente en aguas moderadamente profundas. En la costa de América del Norte, se encuentra regularmente hacia el sur hasta Cabo Cod y ocasionalmente frente a Nueva Jersey. Su área de distribución máxima cubre la mayor parte del Atlántico norte, incluidas las aguas que rodean Islandia y la costa noruega. También se encuentra en la Cordillera del Atlántico Medio.
El brosmio muestra poca diferenciación genética en grandes distancias, excepto donde las poblaciones están rodeadas de áreas de aguas profundas, concretamente en la Cordillera del Atlántico Medio y el Banco Rockall. Esto sugiere que las áreas de aguas profundas son barreras para los movimientos de los adultos y, aunque tienen huevos y larvas pelágicos, la dispersión durante las primeras etapas de la vida no es efectiva en largas distancias.
Normalmente se encuentra en aguas a más de 600 pies (200 m), y prácticamente siempre se realiza sobre fondos accidentados donde son habituales rocas, salientes o gravas. Las buenas zonas de pesca suelen ser mucho más limitadas que el caso del bacalao, el eglefino o el abadejo. Es un pez de alta mar y rara vez se captura en un puerto.
No debe confundirse con la lota, que también se llama "bromillo de agua dulce", de un género diferente de Lotidae.

## Contaminación

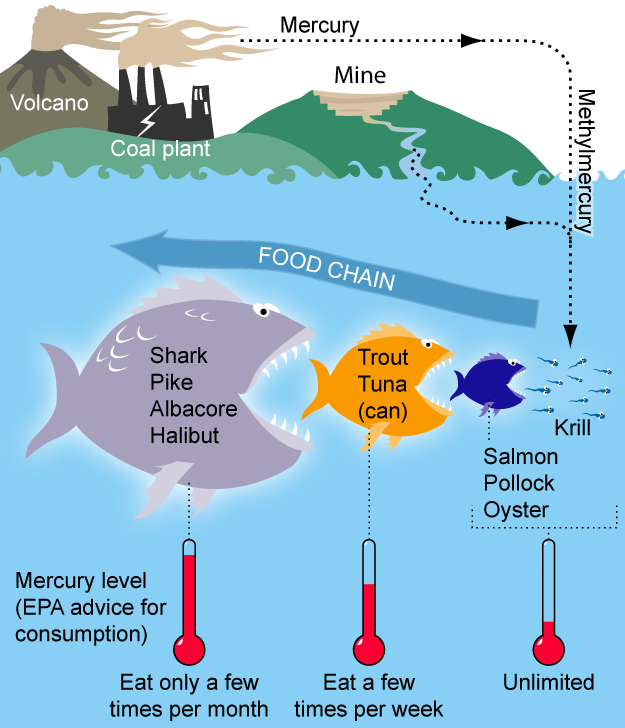
Transferencia trófica de mercurio dentro de un ambiente acuático.

Como muchos otros animales marinos, el brosmio se ve directamente afectado por la contaminación. Un contaminante específico que les afecta es el mercurio inorgánico (Hg). Dentro de los ecosistemas acuáticos, el mercurio puede convertirse en metilmercurio (MeHg), que es una de las especies de compuestos de mercurio más tóxicas. El MeHg está sujeto a biomagnificación y bioacumulación dentro de las redes alimentarias marinas. Los brosmios son fuente de alimento para muchos otros organismos, por lo que las toxinas que acumulan con el tiempo afectan directamente a cualquier otro organismo que los consuma, incluido el ser humano.
Estudios realizados en el oeste de Noruega, Europa central y el Mediterráneo han demostrado que las concentraciones de mercurio en el pescado son más altas en los peces marinos silvestres, que a veces superan las pautas de seguridad alimentaria de 500 μg/kg, mientras que los peces de agua dulce silvestre y de piscifactoría tienen menos mercurio en su sistema. Probablemente esto se deba al hecho de que la mayor parte del mercurio ingresa primero a los ríos desde fuentes continentales y luego se acumula en los ambientes marinos donde vive el cormorán. Además de esto, también se ha demostrado que las concentraciones de mercurio son mayores en los fiordos que en las zonas costeras y abiertas. Probablemente esto se deba a la morfología de los fiordos o a la actividad humana local.

## Hábitos
Desova en primavera y verano, generalmente entre abril y principios de julio. Se sabe que una hembra de tamaño mediano produce más de dos millones de huevos flotantes. Las crías viven cerca de la superficie hasta los 5 cm de largo, y luego busca fondos oceánicos rocosos en aguas profundas.

## Dieta
Es estrictamente una especie que habita en el fondo, es lento y un nadador bastante débil. Se alimenta de crustáceos y otros invertebrados y moluscos de cuerpo blando.

## Técnica de pesca

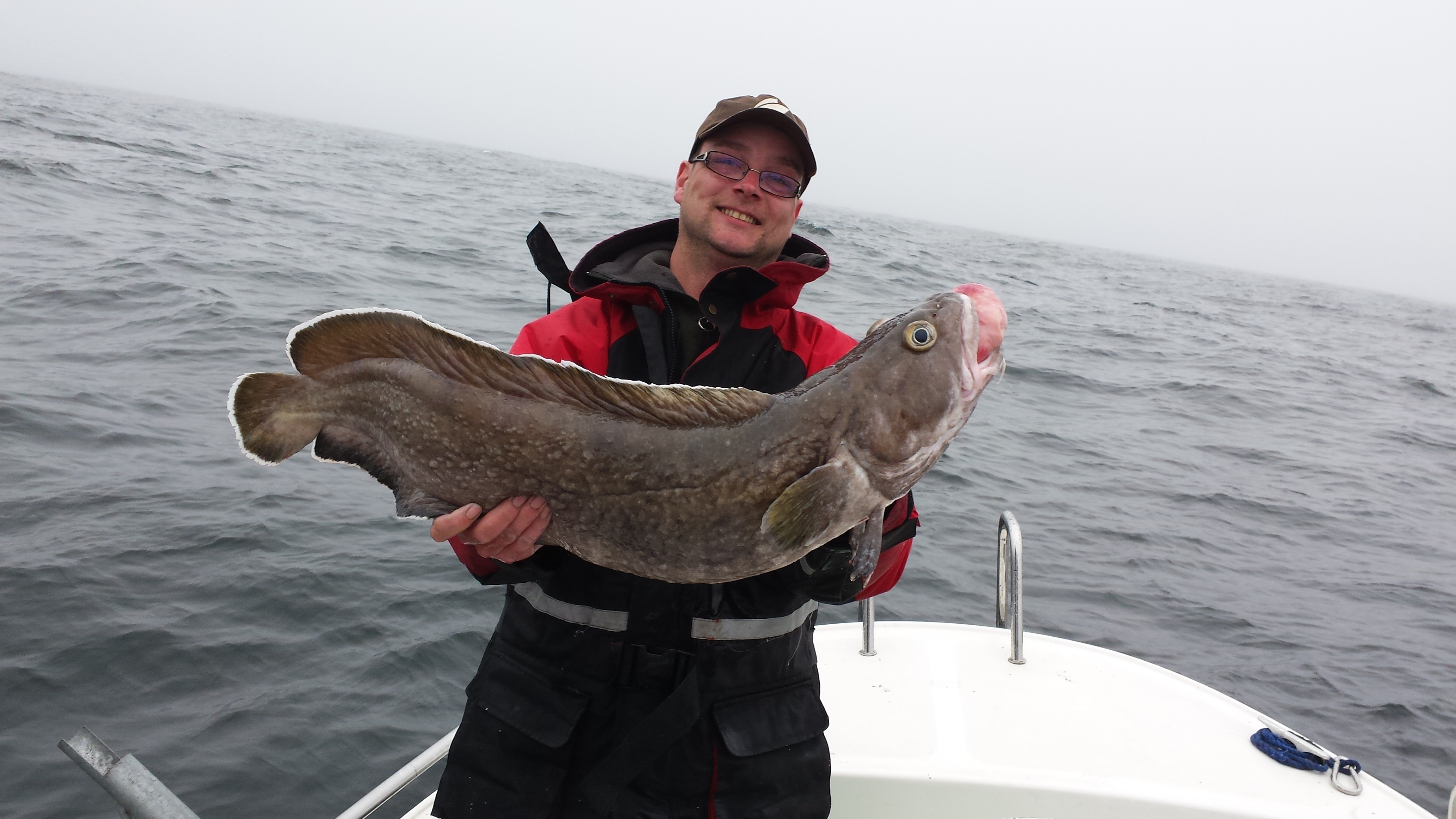

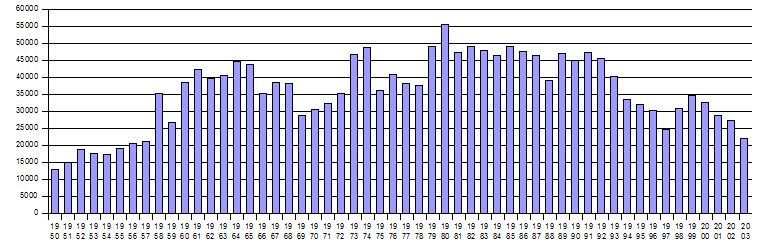
Capturas anuales mundiales de brosmio en 1950-2003 a partir de estadísticas de la FAO. La captura más alta fue de 55.000 toneladas en 1980.

El brosmio se pesca principalmente en la plataforma costera del Atlántico norte de América del Norte, cerca del estado estadounidense de Maine y las zonas marítimas canadienses.
En el Golfo de Maine, el brosmio se captura principalmente con anzuelo y sedal. Los arrastreros de línea representan la mayor parte de la captura comercial frente a la costa de Nueva Inglaterra, y la mayoría de ellos se capturan durante el invierno y la primavera. Los individuos de captura comercial miden entre 1 y 2 pies de largo (30 a 60 cm), y un promedio de alrededor de 5 lb (2 kg). Es un pescado excelente para el consumo humano. Se comercializa en forma de filetes frescos o congelados; una parte de la pesca se ahuma.

## Estado de conservación
Fisheries and Oceans Canada (DFO) considera que esta especie está en peligro de extinción según una evaluación de 2012 del Comité sobre el estado de la vida silvestre en peligro de extinción en Canadá. El informe de situación identificó que las capturas de brosmio en la prospección de arrastre de fondo de verano del DFO habían disminuido aproximadamente un 90% desde 1970 hasta finales de los años 1990. En 1999 se estableció un límite de desembarques de 1.000 toneladas en la zona 4X de la Organización Pesquera de América del Norte, que se limitó aún más a 750 toneladas y se amplió para incluir las zonas 4VWX5Z de la NAFO en 2003. El brosmio todavía se captura comúnmente como captura incidental en las pesquerías de palangre y langosta y se puede encontrar en los supermercados del Atlántico canadiense a pesar de su estado de amenaza. Un estudio realizado en la región del Golfo de Maine demostró que el estado de conservación del brosmio dependía en parte de las futuras emisiones de gases de efecto invernadero. Las emisiones más altas mostraron una mayor reducción del hábitat, hasta un 80% a finales de siglo.
El brosmio es una especie de preocupación del Servicio Nacional de Pesquerías Marinas de EE. UU., que son aquellas especies sobre las cuales la Administración Nacional Oceánica y Atmosférica, Servicio Nacional de Pesquerías Marinas, tiene algunas preocupaciones con respecto a su estado de conservación y amenazas actuales, pero para las cuales no hay información suficiente disponible para indicarlo en la necesidad de incluir las especies en la Ley de Especies en Peligro de Extinción. El 9 de marzo de 2007, el Servicio Nacional de Pesca Marina anunció el inicio de una revisión de estado para determinar si la especie justifica su inclusión en la lista según la ley.